# Leopard (bil)

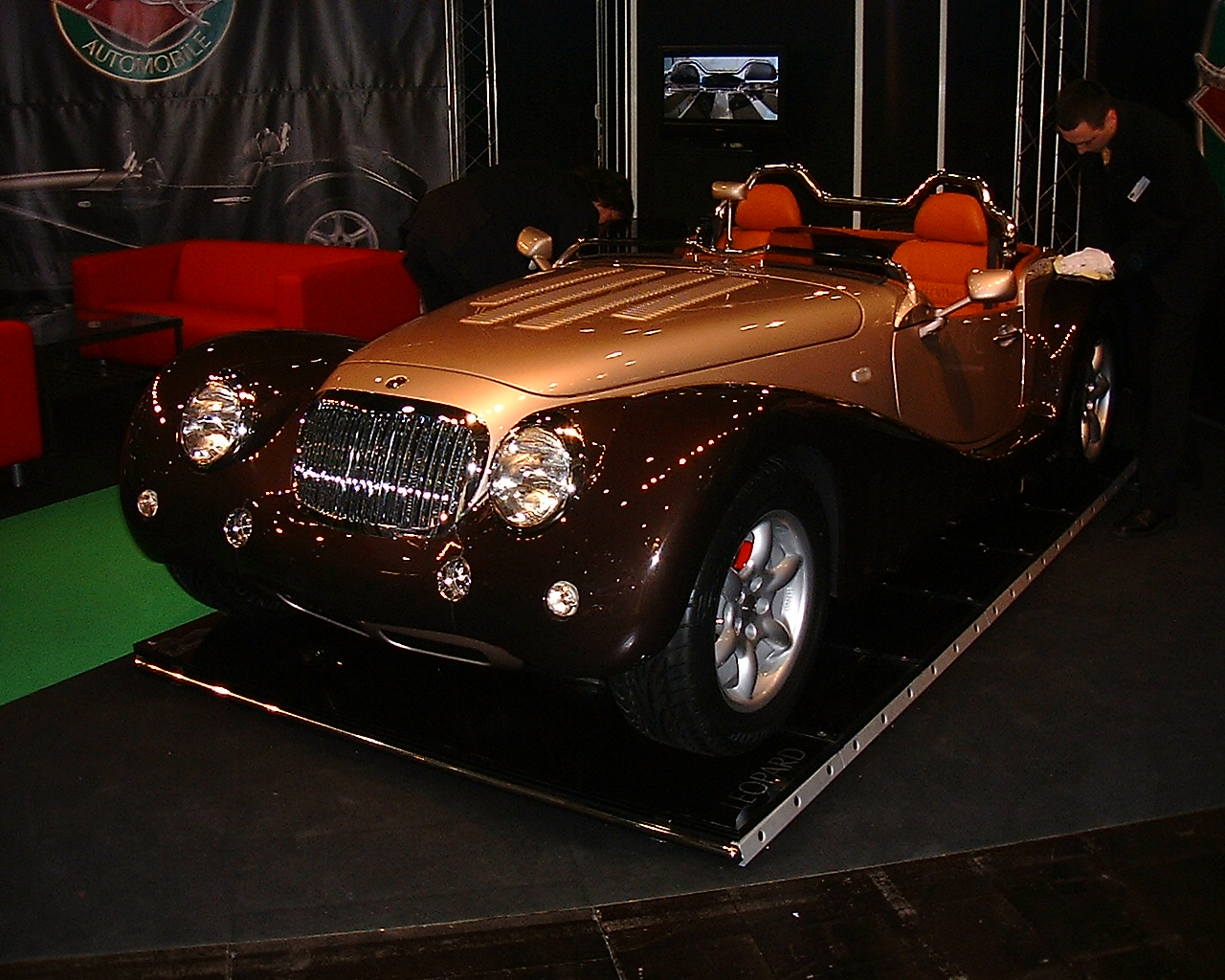
Leopard 6-litre vid AMI fairs 2007

Leopard är ett polskt sportbilsmärke. Den första och hittills enda modellen 6 Litre Roadster lanserades i Paris i april 2005. Bilen drivs av en Chevrolet LS-2 V8 på 6 liters cylindervolym som utvecklar 405 hästkrafter. Denna driver bilen via en sexväxlad manuell växellåda, och den starka motorn och bilens låga vikt på 1150 kg ger goda prestanda; 0–100 km/h tar 4,0 sekunder och toppfarten har begränsats till 250 km/h. Priset vid introduktionen var ungefär €125000.